# Castelfranco di Sotto
Pour les articles homonymes, voir Castelfranco.
Castelfranco di Sotto est une commune italienne de la province de Pise dans la région Toscane en Italie.

## Administration
| Période                                  | Période | Identité | Étiquette | Qualité |
| ---------------------------------------- | ------- | -------- | --------- | ------- |
|                                          |         |          |           |         |
| Les données manquantes sont à compléter. |         |          |           |         |

### Hameaux
Orentano, Villa Campanile, Galleno(parte), Chimenti (parte), Staffoli (parte)

### Communes limitrophes
Altopascio, Bientina, Fucecchio, Montopoli in Val d'Arno, San Miniato, Santa Croce sull'Arno, Santa Maria a Monte